# Ло Гунлю
Ло Гунлю́ (кит. трад. 羅工柳, упр. 罗工柳, пиньинь Luó Gōngliǔ, 5 января 1916 — 23 октября 2004) — китайский художник, преподаватель искусства.

## Биография
Ло Гунлю родился в 1916 году в Кайпине, провинция Гуандун. Учился в национальной художественной школе Ханчжоу.
Во время анти-японской войны участвовал в пропагандистской деятельности в отделении политического департамента в городе Ухань. В 1938 году Ло Гунлю отправился в Яньань, где учился в Академии искусства и литературы Лу Синя. Находясь на оккупированной японцами территории, Ло Гунлю вместе с рабочей бригадой по ксилографии Академии художеств и литературы Лу Сюня, руководил художественной работой «Синьхуа Жибао» (кит. 新华日报). После победы в войне он преподавал в северном университете Китая.

В первые дни после образования КНР участвовал в создании Центральной академии художеств. В 1952 году Ло Гунлю отправился на передовую Корейской войны. В 1953 году участвовал в «Исследовательской миссии Майцзишань» по изучению искусства, организованной Министерством культуры КНР.
Ло Гунлю учился в СССР, где с 1955 по 1958 гг. изучал масляную живопись в Санкт-Петербургской Академии изобразительных искусств им. Репина. В этот период скопировал известную картину И. Е. Репина «Иван Грозный и его сын Иван».
В 1958 году Ло Гунлю вернулся в Китай и участвовал в создании Военного музея Китайской народной революции, организовавшего несколько известных национальных художников для создания революционных исторических картин. Был профессором Центральной академии художеств.
В 1959 году художник впервые отправился на гору Цзинган для сбора материалов, создал масляную картину «One Steps into the Breach as Another Falls».
В 1961 году Ло Гунлю преподавал на факультете масляной живописи Центральной академии искусств, а также создал одну из известных картин «Председатель Мао в горах Цзинганшань» (кит. 毛泽东同志在井冈山, англ. Chairman Mao in the Jinggang Mountain).
В 2003 году получил награду за достижения в области пластических искусств Министерства культуры.
23 октября 2004 года Ло Гунлю скончался в больнице Пекинского медицинского колледжа.